# Juan de Dios Vial Correa

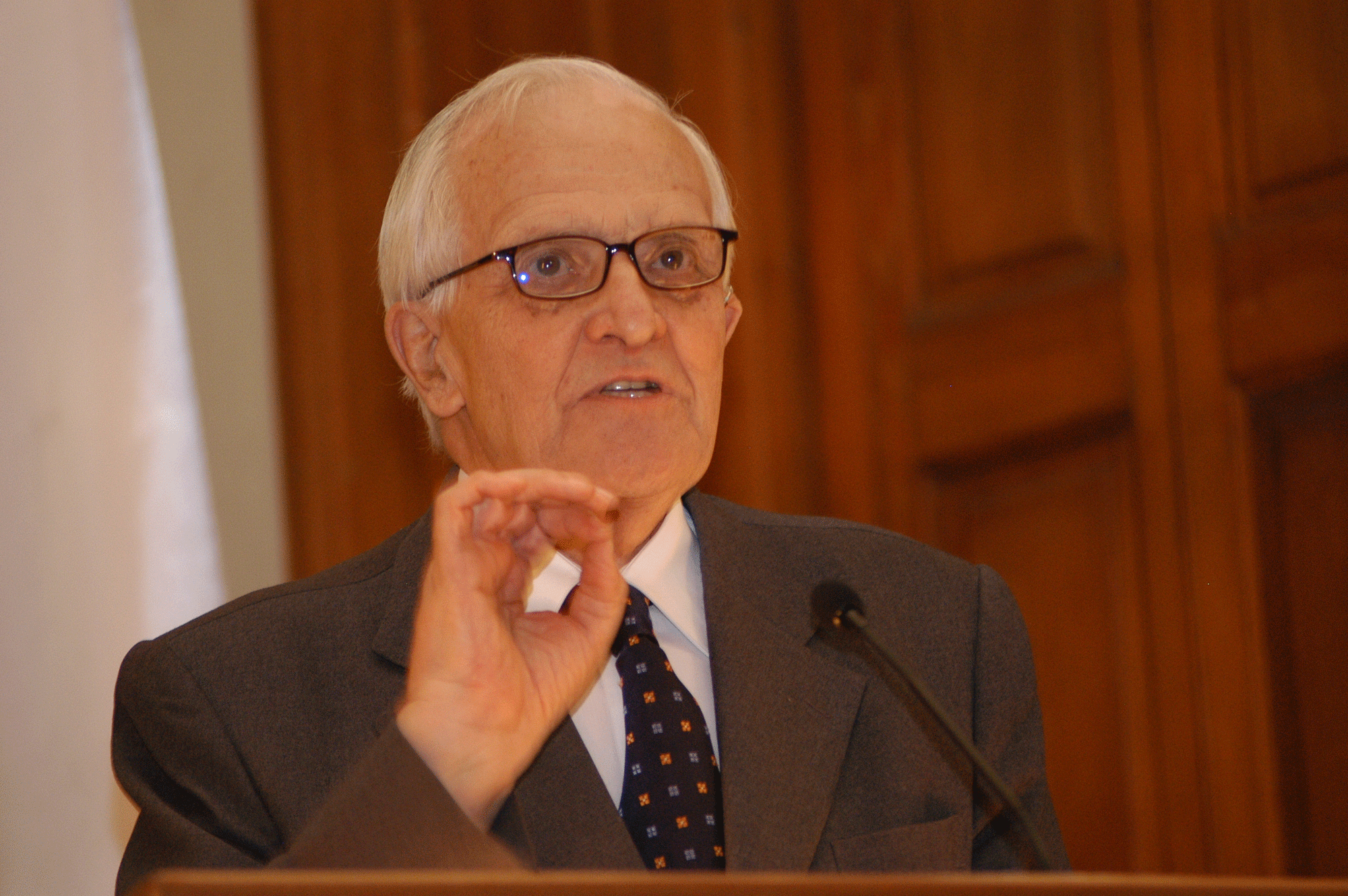
Juan de Dios Vial Correa (2010)

Juan de Dios Vial Correa (* 18. Mai 1925 in Santiago de Chile; † 17. März 2020 in Madrid) war ein chilenischer Mediziner, Rektor der Päpstlichen Universität in Santiago de Chile und Präsident der Päpstlichen Akademie für das Leben.

## Leben
Juan de Dios Vial Correa besuchte die Grund- und Mittelschule das Kolleg Colegio de los Sagrados Corazones in Santiago de Chile und studierte Medizin an der Päpstliche Katholische Universität von Chile (PUC) ein, wo er 1949 seinen Abschluss in Medizin und Chirurgie machte. Er setzte seine postgraduale Ausbildung am Cajal-Institut fort und erhielt später Rockefeller- und Fulbright-Stipendien, unter anderem an der Washington University in St. Louis.
Später wurde er Professor an der Medizinfakultät und war zwischen 1984 und 2000 Rektor der Katholischen Universität von Chile.
Er war seit 1984 ordentliches Mitglied der Chilenischen Akademie der Wissenschaften. 1994 wurde er von Papst Johannes Paul II. zum Präsidenten der Päpstlichen Akademie für das Leben ernannt und löste damit Jérôme Lejeune ab.
Juan de Dios Vial Correa war verheiratet und hatte zwei Kinder. Er war der Bruder des Historikers und Politikers Gonzalo Vial Correa.

## Ehrungen und Auszeichnungen
- Doctor Scientiae et Honoris Causa der PUC (2002)
- Jorge-Millas-Preis (2010)
- Großkreuz des Ordens von Gregor dem Großen[2]

## Schriften
- Historia de la célula (1998)